# Sthénélos (fils de Capanée)
Pour les articles homonymes, voir Sthénélos.
Dans la mythologie grecque, Sthénélos (en grec ancien Σθένελος / Sthénelos), fils de Capanée et d’Évadné, est le père de Cylarabès et de Cométès.
Il fait partie de l'expédition des Épigones et il est un des prétendants d’Hélène. Il participe à la guerre de Troie en tant qu’un des trois chefs d’Argos, et fait partie des guerriers présents dans le cheval de Troie. Après la mise à sac de la ville, il reçoit notamment comme butin une statue de Zeus Hercéos (ou Zeus Patrôos).

## Sources
- Pseudo-Apollodore, Bibliothèque [détail des éditions] [lire en ligne] (III, 7, 2 ; III, 10, 8) et Épitome [détail des éditions] [lire en ligne] (6, 9).
- Pausanias, Description de la Grèce [détail des éditions] [lire en ligne] (II, 18, 5 ; II, 20, 5 ; II, 22, 8 et 9 ; II, 24, 3 ; II, 30, 10 ; VIII, 46, 2 ; X, 10, 4).
- Hygin, Fables [détail des éditions] [(la) lire en ligne] (81, 97, 108, 175, 257).
- Homère, Iliade [détail des éditions] [lire en ligne] (II, 559 et suivants ; IV ; V ; IX ; XXIII).
- Dictys de Crète, Éphéméride de la guerre de Troie [détail des éditions] [lire en ligne] (I, 14 ; IV, 12).
- Darès le Phrygien, Histoire de la destruction de Troie [détail des éditions] [lire en ligne] (XIV ; XXIV).